# Хорген (Цюрих)
Хорген (нем. Horgen) — коммуна в Швейцарии, окружной центр, находится в кантоне Цюрих.
Входит в состав округа Хорген. Население составляет 18 656 человек (на 31 декабря 2007 года). Официальный код — 0133.